# 韓国鉄道100000系電車
韓国鉄道100000系電車またはKTX（ケーティーエックス）は、韓国鉄道公社（KORAIL）が所有する韓国高速鉄道（KTX）の車両。

## 概要
20両固定編成で、フランス国鉄（SNCF）が運用するTGV Réseau（レゾ）編成の韓国仕様であり動力集中方式を採用、両先頭車が動力車で残り18両が客車となっている。車両は12編成がフランスのアルストム社によって、34編成がアルストム社から主要部品を輸入することによるノックダウン生産にて、韓国現代-起亜自動車グループ傘下の地元メーカー、ロテム（現・現代ロテム）社によって製造された。
アルストム製造の車両は製造後、フランス国鉄（SNCF）で試験走行を行ったことがある。
座席は平日に2両が自由席として運用されている以外は全席指定席で、一般席の指定は追加料金なしで利用できる。3両が特室車（日本のJRグループのグリーン車に相当）で、リクライニングシートが備わっている。また、特室には新聞・雑誌、オーディオ設備、ミネラルウォーターのサービスがある。かつては客室乗務員がサービスしていたが、その後セルフサービスに変更された。一般車の座席は、特室から改造された5号車を除きヨーロッパの鉄道車両などに見られる車両中央を中心に向かい合う形式の、「集団見合形」と呼ばれる座席が回転しない固定式で、高速列車にもかかわらず後ろ向きに着席する席が半数あることなどが、不満の理由に挙げられた。開業後は後ろ向きの座席の場合は割引運賃を適用するなど工夫している。
座席を含む内装はアルストム社との契約で開業から2年間（2006年3月まで）改修できないことになっていた。契約期限満了後の2006年12月には、2012年の車内設備更新時に随時回転式座席への交換を行うことが発表されたが、交換費用の問題や交換に伴う座席数減少の問題で最終的に見送られた。
営業開始後に車内モニターは液晶ディスプレイに改装された。
車内無線LAN（2.4GHz・5GHzに対応）も完備しており、無料で持参のモバイル機器でインターネットを利用することが出来る。以前は特室利用者のみ無料であったが、2011年8月11日より一般室利用者も無料になった。
2007年7月より、民間のシネウッド社と共同で56億ウォンを投じて1号車での映画上映サービス（大人追加料金7,000ウォン）を開始したが、2014年12月をもって提供を終了した。終了後もしばらく設備が残されていたものの、順次通常の一般室への改造が進められている。
2017年6月、5号車の特室を回転式の55席を備えた一般室に順次変更し、編成定員を20席増加することが発表された。しかし、改造作業が国土交通部の承認なく行われていたことから、安全性を問題視した国土交通部が6月27日に履行中止命令を出したが、その後7月12日に正規の手続きを経て改造が承認された。翌2018年までに全編成の改造が完了している。
2022年12月31日、SRTの車両の故障に伴い、水西平沢高速線に臨時乗り入れを行った。
2025年現在もKTXの主力車両となっているが、2025年2月に発表された韓国鉄道公社の車両導入計画では全46編成を置き換える車両を2027年に発注することを予定しており、本車両は運行開始から約30年後の2034年までに引退する予定。なお、置き換える車両の形式は決定していないが、動力分散方式の16両編成の車両となる予定。

## 性能
フランスと韓国の鉄道環境は大きく異なっており、平坦かつトンネルが少ないフランスを走るTGV車両では車両構体の強度が不足し、トンネル走行時に空気抵抗を強く受け、亀裂が入る恐れがあったことからKTX編成においては構体の強度を向上させている。ゆえにRéseau編成より丸みを帯びたデザインとなっており、スペイン国鉄「AVE」に使用されるレンフェ100系に近い形状となっている。
TGV車両の多くは国境を跨ぐ路線を走行するため、他国の鉄道に合わせた複数の電化方式に対応する必要があり、 Réseau編成もベルギー方面に乗り入れることから交流25kV50Hzと直流1500V、3000Vの三電源に対応している。一方でKTX編成は走行する区間に国境や電圧の異なる区間が存在しないため、韓国鉄道公社の標準的な交流25kV60Hzのみに対応している。
本車両はTGVブランドにおいて、1編成あたりの輸送力が最も高い車両となっている。
Réseau編成は客車8両のため、両端の車両にしか動力が設けられていないいが、KTXは座席数が多く中間客車が倍以上の18両に及ぶため、Sud-Est編成と同様に動力車の次の客車1両のみ電装された。また主電動機はRéseau編成のSM47型の出力を30kW強化したSM47K型を採用した。ただし、動力車を増強したとはいえ元の客車が8両も増加しているため、従来のRéseauに比べてやや加速度は低下している。
技術面ではベースとなったRéseau編成よりも後の1995年に登場したDuplex編成を踏襲した部分も見受けられる。主制御器は、従来のRéseau編成では現地で「Cerclo」と呼ばれるステアリング型主制御器を搭載していたが、本車両はDuplex編成やユーロスター/TGV TMST編成の373形と同等のスティック型主制御器を搭載している。
回生ブレーキを搭載している点も異なる。
本車両は製造時から側面にLED式行先表示器を搭載している。ただし寸法が小さいため、駅名の長い光州松汀や仁川空港を表示する際は、英文を一部切り捨てて表示している（光州松汀 GWANJGJU/仁川空港 ICN AIRP'T）。

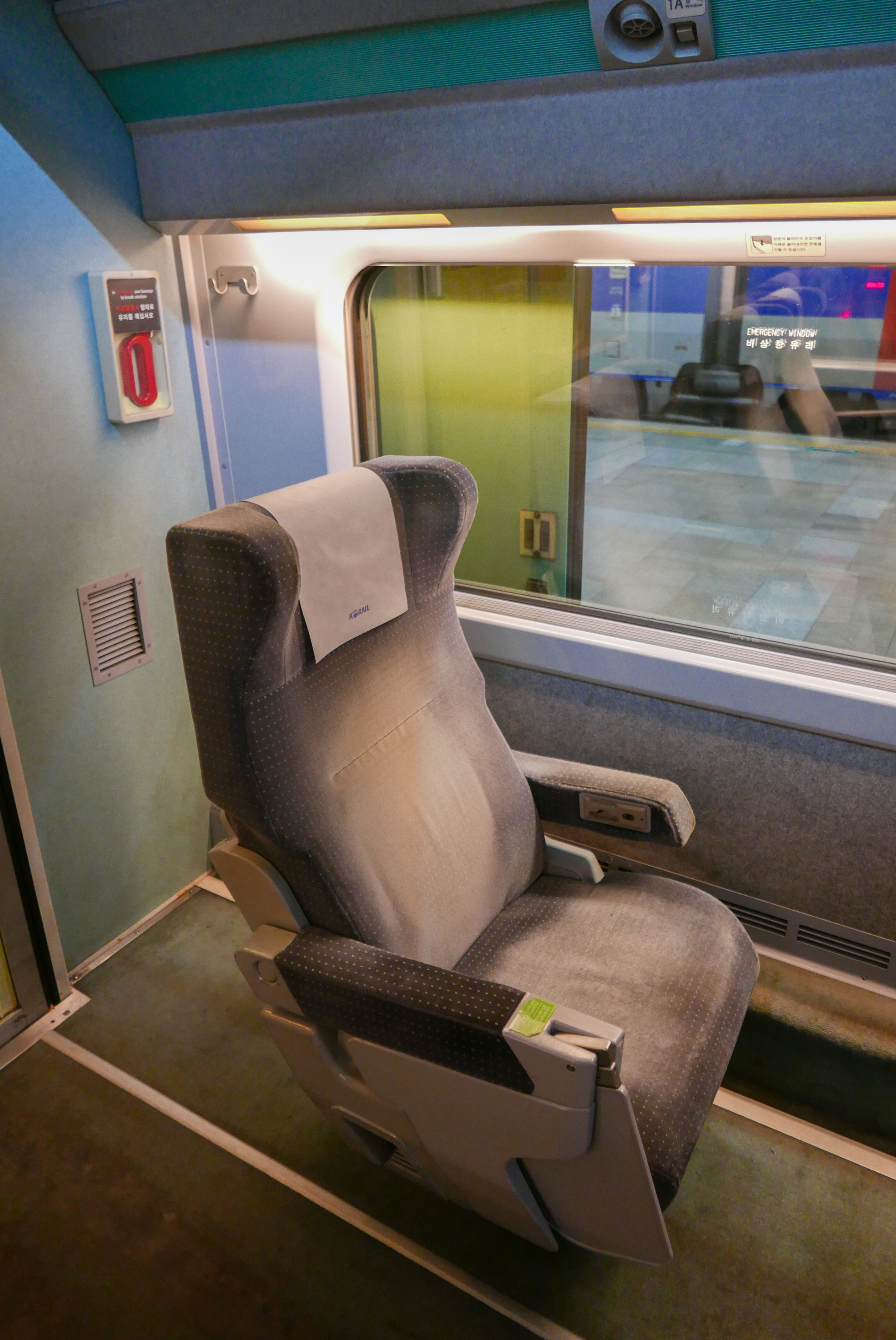
特室（1人席）
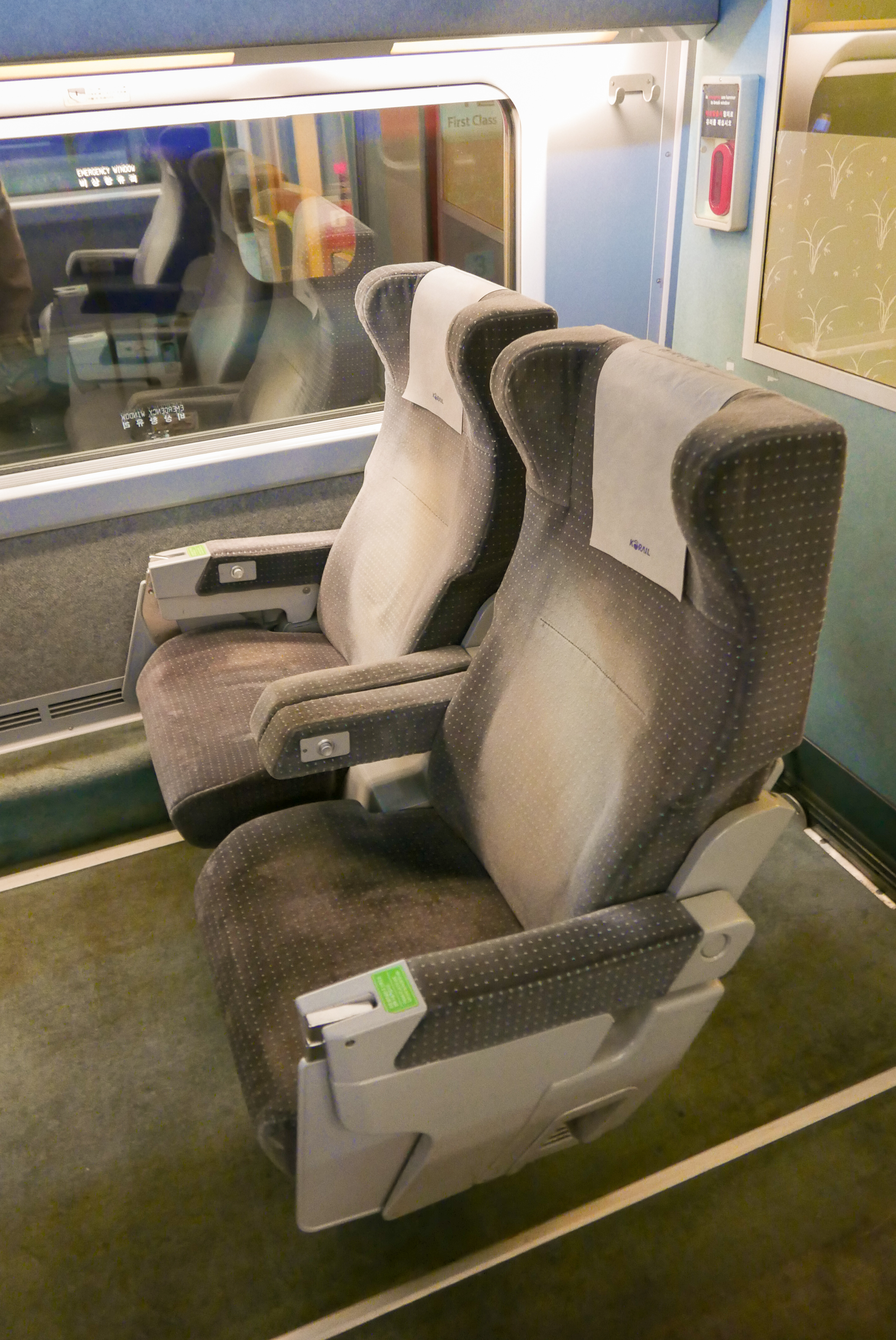
特室（2人席）
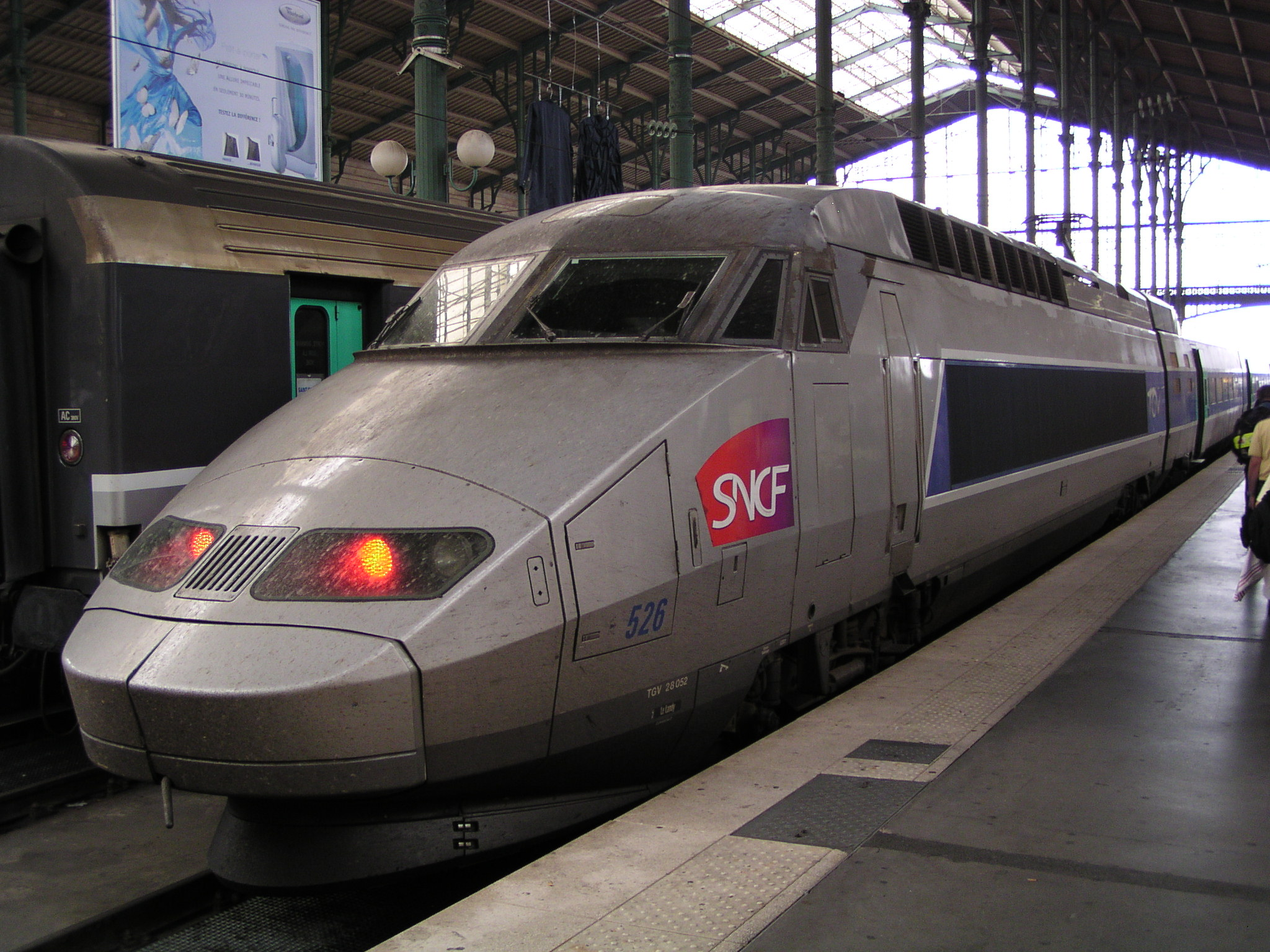
フランス国鉄（SNCF）のTGV Réseau

## 編成
|          | ← 幸信/ソウル/龍山釜山・晋州・浦項・木浦・麗水エキスポ → |             |           |           |             |           |           |           |             |           |            |             |            |             |            |            |            |                           |                           |           |
| 号車     | 機                                                       | 1           | 2         | 3         | 4           | 5         | 6         | 7         | 8           | 9         | 10         | 11          | 12         | 13          | 14         | 15         | 16         | 17                        | 18                        | 機        |
| 形式     | 10xx51 PC                                                | 10xx01 MT1  | 10xx02 T2 | 10xx03 T3 | 10xx04 T4   | 10xx05 T5 | 10xx06 T6 | 10xx07 T7 | 10xx08 T8   | 10xx09 T9 | 10xx10 T10 | 10xx11 T11  | 10xx12 T12 | 10xx13 T13  | 10xx14 T14 | 10xx15 T15 | 10xx16 T16 | 10xx17 T17                | 10xx18 MT18               | 10xx52 PC |
| 座席     | -                                                        | 一般室      | 特室      | 特室      | 特室        | 一般室    | 一般室    | 一般室    | 一般室      | 一般室    | 一般室     | 一般室      | 一般室     | 一般室      | 一般室     | 一般室     | 一般室     | 一般室 (自由席・平日のみ) | 一般室 (自由席・平日のみ) | -         |
| 車内設備 | -                                                        | WC,販,荷,補 | WC,,乗,補 | 販,荷,補  | WC,販,荷,補 | 販,荷,補  | WC,補     | 販,荷     | WC,販,荷,補 | 販,荷,補  | 販,荷,補   | WC,販,荷,補 | 販,荷,補   | WC,販,荷,補 | 販,荷,補   | WC,補      | 販,荷,補   | WC,販,荷,補               | 販                        | -         |
| 定員     | -                                                        | 56          | 25        | 35        | 32          | 55        | 56        | 60        | 56          | 60        | 60         | 56          | 60         | 56          | 60         | 56         | 60         | 56                        | 56                        | -         |

範例
- 補：補助席（デッキにあるジャンプシート）
- WC：便所
- ：バリアフリー対応（便所・座席）
- 販：自販機（太字はスナック菓子用）
- 荷：荷物置き場
- 乗：乗務員室
- 機：機関車